# 鳥居徳敏
鳥居 徳敏（とりい とくとし、1947年3月25日 - ）は、日本の建築家、作家。神奈川大学名誉教授。

## 略歴
愛知県豊川市生まれ、静岡県浜松市育ち。静岡県立浜松工業高等学校 建築科、そして、名古屋工業大学工学部建築学科卒業後、1973年から84年までスペイン、マドリード工科大学にて建築史を専攻した。工学博士。
スペインの建築、特にガウディの建築を研究しており、研究成果をいくつか発表した。なかでも、1983年にスペイン国費で刊行された『ガウディの謎に満ちた世界』は、サクラダ・ファミリア聖堂の建築家や模型職人たちの基礎資料となっている。

その後、KMG建築事務所設立に参画した。ザンビアに10年以上在住している。現在はガウディ世界会議諮問委員 。

## 書誌
- Tokutoshi Torii (1983). El mundo enigm'atico de Gaud'i （ガウディの謎に満ちた世界）. Instituto de España. ISBN 978-8485559336
- 鳥居徳敏『アントニオ・ガウディ』鹿島出版会〈SD選書 (197)〉、1985年12月5日。ISBN 978-4306051973。 NCID BN01518972。
- 鳥居徳敏『ガウディの建築』鹿島出版会、1987年4月1日。ISBN 978-4306042148。 NCID BN01182973。
- 鳥居徳敏『ガウディの七つの主張』鹿島出版会〈SDライブラリー7〉、1990年12月1日。ISBN 978-4306061071。 NCID BN05570657。
- フェルナンド・チュエッカ ゴイティア 著、鳥居徳敏 訳『スペイン建築の特質』鹿島出版会〈SD選書 (213)〉、1991年5月1日。ISBN 978-4306052130。 NCID BN06308503。
- 鳥居徳敏『建築家ガウディ―その歴史的世界と作品』中央公論美術出版、2001年1月1日。ISBN 978-4805503683。 NCID BA48748420。
- 鳥居徳敏『ガウディ建築のルーツ―造形の源泉からガウディによる多変換後の最終造形まで』鹿島出版会、2001年7月20日。ISBN 978-4306044180。 NCID BA52638018。
- ダニエル・ジラル・ミラクラ、鳥居徳敏 編、鳥居徳敏 訳『ガウディ かたちの探求 展覧会カタログ』読売新聞東京本社、2003年10月4日。 NCID BA64188906。
- アントニ・ガウディ 著、鳥居徳敏 訳『建築家ガウディ全語録』中央公論美術出版、2007年9月1日。ISBN 978-4805505540。 NCID BA83147145。
- 山道佳子、鳥居徳敏、木下亮、八嶋由香利『近代都市バルセロナの形成: 都市空間・芸術家・パトロン』慶應義塾大学出版会、2009年3月2日。 NCID BA89429933。
- 鳥居徳敏、東映、日経BP社 編『特別展 ガウディ×井上雄彦 シンクロする創造の源泉 図録』日経BP、2014年9月9日。ISBN 978-4822274962。 NCID BB16996565。
- 鳥居徳敏『よみがえる天才6 ガウディ』筑摩書房〈ちくまプリマー新書〉、2021年3月8日。ISBN 978-4480683960。 NCID BC05964702。
- 山村健、外尾悦郎、鈴木勝雄、ジョルディ・ファウリ、佐々木睦郎、馬場まどか、久保田舞美 著、鳥居徳敏 編『ガウディとサグラダ・ファミリア展 展覧会カタログ』INAX出版、2023年6月13日。 NCID BD02488414。

## 作品
- 幡ヶ谷地蔵タワー、東京、1971–73
- タンジールにおけるアフリカのためのカトリック伝道のガウディのプロジェクトの再構成（1892-93）1981-82
- カーサ・デ・エスパーナ（スペインの家のためのプロジェクト）、東京、1984
- 旭屋ホテル、茨城県つくば市、1986  -  87年（Mugito Architects）
- Sinkong Life Insurance Group本社（プロジェクト）台北、1986  -  87年（KMG * Architects＆Engineers）
- 台北駐日経済文化代表処(東アジア関係協会), 東京都、1987 - 89年（KMGアーキテクツ＆エンジニア）
- クラブハウス、内原カントリークラブ、内原、茨城県、1989  -  90年（KMGアーキテクツ＆エンジニア）
- 高津ホテル、茨城県つくば市、1989  -  90年（Mugito Architects）
- クラブハウス、東千葉カントリークラブ、千葉県東金市、1990  -  93年（KMGアーキテクツ＆エンジニア）
- クラブハウス、トンファカントリークラブ、台北1990  -  93（KMG Architects＆Engineers）
- クラブハウス、神崎カントリークラブ、千葉県神崎町、1992  -  93年（KMGアーキテクツ＆エンジニア）
- 台湾セメントビル 、台北1991  -  97年（KMGアーキテクツ＆エンジニア）
- 台北キャセイファイナンシャルセンター 1995 - 97年（KMG Architects＆Engineers）
- スペイン：ムデハル都市と住宅　1998年

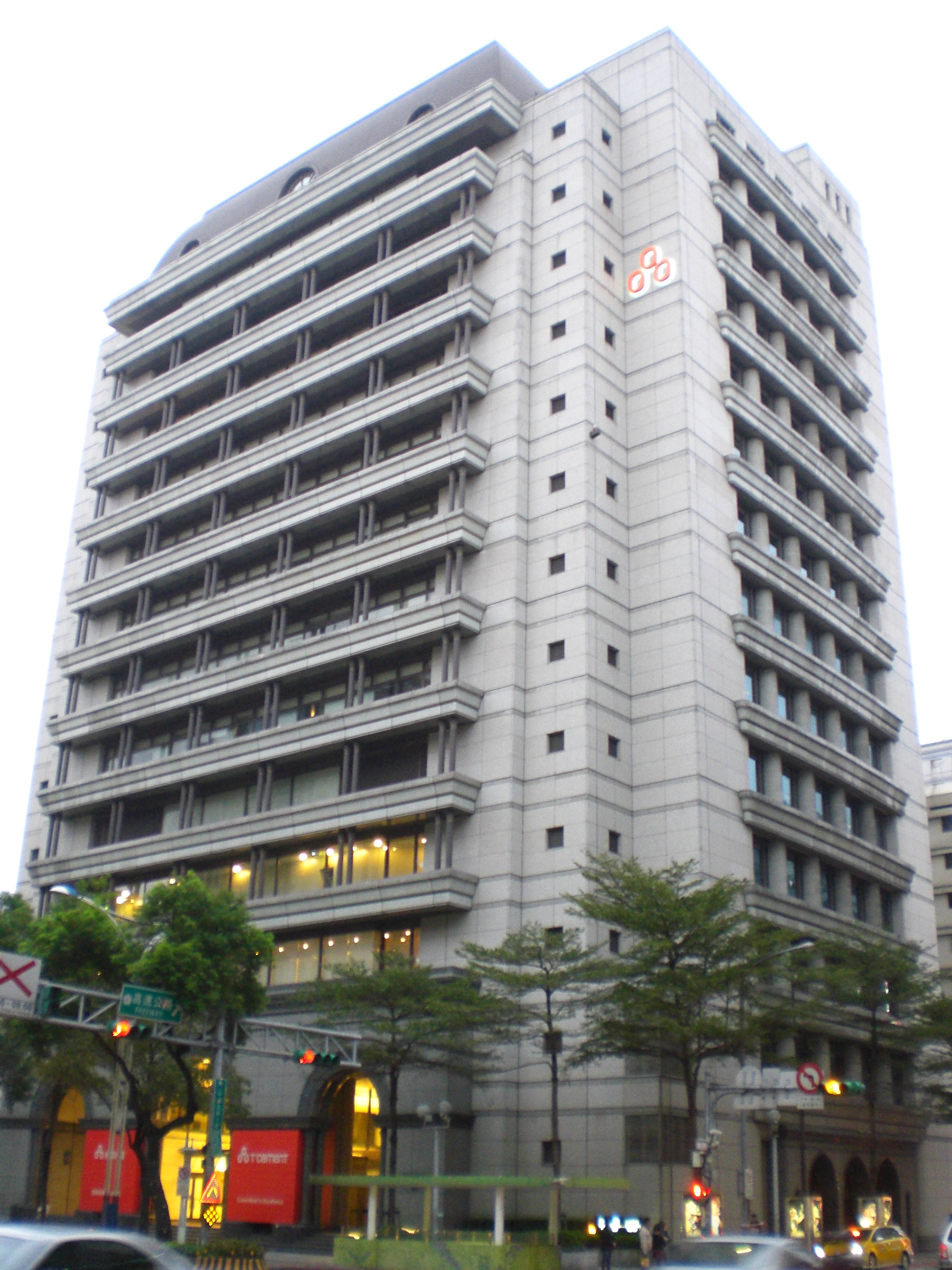
台湾セメントビル
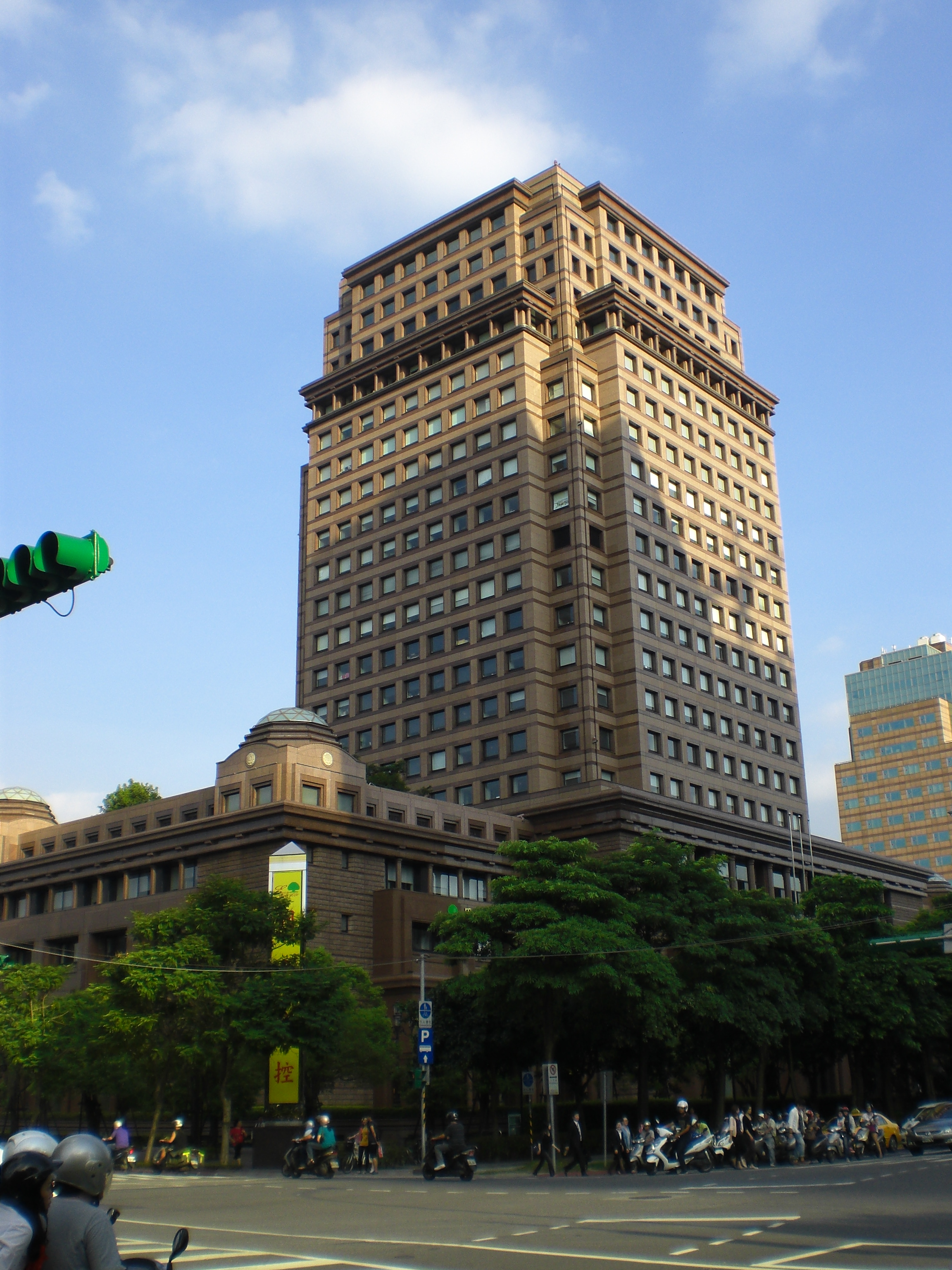
キャセイファイナンシャルセンター
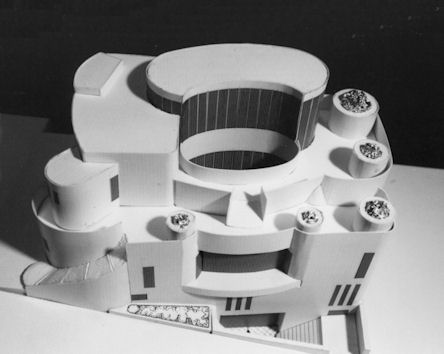
スペインの家のためのプロジェクト（1984年）
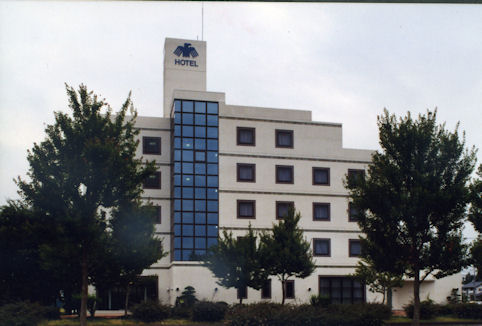
ホテル高津（1989-1990）。
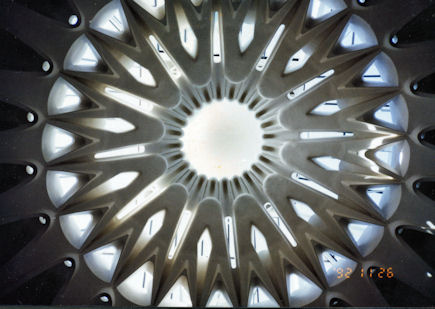
東千葉ゴルフ場（1992）
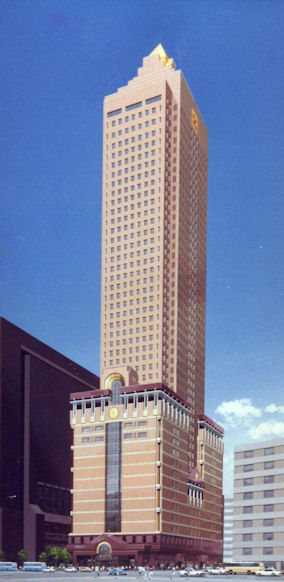
台北（台湾）の超高層ビルプロジェクト

## 出演
- カルチャーラジオ 芸術その魅力 『ガウディ 創造の源』（2023年10月4日 - 、NHKラジオ第2放送 )